# Sevmaš
JSC PO Sevmaš (rusko Северное Машиностроительное Предприятие (Севмаш), Severnoje Mašinostroitelnoje Predprijatje (Sevmaš) – »Severno podjetje za proizvodnjo strojev«) je ladjedelniško podjetje iz Severodvinska, Rusija. Je največje ladjedelniško podjetje v Rusiji in edini proizvajalec jedrskih podmornic v državi. Leta 2009 je zaposlovalo 26.951 delavcev. Produkti za civilno panogo zajemajo 20 % celotne proizvodne linije, izvoz pa 10 %.

## Izdelana vojaška plovila
- Plovila:
  - 45 ladij:
    - 23 ladij projekta 122A (Majhne protipodmorniške ladje razreda Kronstadt)
    - 20 ladij projekta 30, 30K in 30bis (Rušilci razreda Ognjevoj)
    - 2 ladij projekta 68bis (Križarke razreda Sverdlov)
- Podmornice:
  - 36 dizel-električnih podmornic:
    - 12 projekta 611 in AV611 (Podmornica razreda Zulu)
    - 16 projekta 629 in 629B (Podmornica razreda Golf)
    - 2 projekta 636 (razred Varšavjanka)
    - 1 projekta 20120 (Sargan)

  - 38 jedrskih podmornic prve generacije:
    - 13 projektov 627 in 627A (Kit)
    - 8 projekta 658 (Podmornice projekta 658)
    - 1 projekta 645
    - 16 projekta 675 (Projekt 675)

  - 63 jedrskih podmornic druge generacije:
    - 24 projekta 667A in 667AU (razreda Navaga in Nalim)
    - 1 projekta 661 (razred Ančar)
    - 10 projekta 667B (razred Murena)
    - 4 projekta 667BD (razred Murena-M)
    - 14 projekta 667BDR (razred Kalmar)
    - 3 projekta 705K (razred Lira)
    - 7 projekta 667BDRM (razred Delfin)

  - 28 jedrskih podmornic tretje generacije:
    - 14 projektov 949, 949A in 09852 (razred Antej)
    - 6 projekta 941 (razred Akula)
    - 1 projekta 685 (razred Plavnik)
    - 7 projekta 971 (razred Ščuka-B)

  - 12 jedrskih podmornic četrte generacije:
    - 3 projekta 955 in 4 955A (razred Borej), 3 995A v gradnji
    - 1 projekta 885 in 4 855M (razred Jasen), 4 885M v gradnji